# Макув-Новий
Макув-Новий (пол. Maków Nowy) — село в Польщі, у гміні Скаришев Радомського повіту Мазовецького воєводства.
Населення — 310 осіб (2011).
У 1975-1998 роках село належало до Радомського воєводства.

## Демографія
Демографічна структура станом на 31 березня 2011 року:
|          | Загалом | Допрацездатний вік | Працездатний вік | Постпрацездатний вік |
| -------- | ------- | ------------------ | ---------------- | -------------------- |
| Чоловіки | 161     | 39                 | 113              | 9                    |
| Жінки    | 149     | 36                 | 84               | 29                   |
| Разом    | 310     | 75                 | 197              | 38                   |